# Gustavo Rojas Pinilla
Gustavo Rojas Pinilla (Tunja, Boyacá, 12 de março de 1900 — Melgar, Tolima, 17 de Janeiro de 1975) foi um militar, engenheiro civil e político colombiano. Assumiu a presidência da República mediante um golpe de estado, e governou de 13 de junho de 1953 até 10 de maio de 1957.
Seu mandato caracterizou-se pela realização de grandes obras de infra-estrutura, o início de processo de despolitização da Polícia, a implantação da televisão no país e o final da primeira etapa da época conhecida como La Violencia, ao chegar a uma trégua com as guerrilhas liberais e estabelecendo um governo apoiado pelo Exército e vários outros membros da sociedade colombiana. Durante seu mandato reconheceu-se em 1954 o direito ao voto às mulheres.
Em sua homenagem o aeroporto da ilha de San Andrés (Colómbia) passou a ter o seu nome.